# 扎赖·林德
扎赖·林德（德語：Sarai Linder，1999年10月26日—），德国女子足球运动员，场上位置是中场、后卫，2024年歐洲女子國家聯賽決賽圈季軍得主、2024年夏季奥林匹克运动会女子铜牌得主。